# Разницын, Алексей Фёдорович
Алексей Фёдорович Разницын — советский хозяйственный, государственный и политический деятель.

## Биография
Родился в 1905 году. Член КПСС.
С 1929 года — на хозяйственной, общественной и политической работе. В 1929—1946 гг. — инженер, на руководящих должностях в оловянной промышленности СССР, директор Подольского оловянного завода, эвакуирован в Новосибирск, директор Новосибирского оловянного завода, на руководящих должностях в Новосибирском совнархозе, директор Новосибирского оловянного завода.
За создание отечественной технологии получения олова высших марок в составе коллектива был удостоен Сталинской премии третьей степени в области металлургии 1951 года. 
Делегат XX съезда КПСС.
Умер в Новосибирске в 1984 году. Похоронен на Заельцовском кладбище (квартал 71).